# Paolo Piffarerio
Paolo Piffarerio (* 27. August 1924 in Mailand, Lombardei; † 30. Juni 2015 ebenda) war ein italienischer Comiczeichner.

## Leben und Werk
Bereits während seiner Ausbildung an der Accademia di Belle Arti di Brera zeichnete Piffarerio mit dem 1943 für das Verlagshaus Alberto Traini veröffentlichten Capitan Falco seinen ersten Comic. Diesem folgte drei Jahre später der Comic Meazza e Ridolini. Im Jahr 1953 unterbrach Piffarerio seine Comiclaufbahn, indem er als Zeichner im Trickfilmstudio von Gino und Roberto Gavioli begann. Hauptsächlich in Zusammenarbeit mit dem Comicautor Max Bunker entstanden ab dem Jahr 1961 die Serien Billy West, Maschera Nera, El Gringo und Milord. Im Jahr 1968 begann er seine Zusammenarbeit mit dem Magazin Eurêka. für das er neben Fouché, un Uomo nella Rivoluzione zahlreiche Kurzgeschichten schuf. Mitte der 1970er Jahre löste Piffarerio den unter dem Pseudonym Magnus zeichnenden Roberto Raviola in der Comicserie Alan Ford ab. Für die Zeitung Il Giornalino adaptierte er in den Folgejahren literarische Werke als Comic.